# Petriceni, Covasna
Petriceni (maghiară Kézdikővár) este un sat în comuna Sânzieni din județul Covasna, Transilvania, România. Se află în partea de nord a județului, în Depresiunea Târgu Secuiesc, la poalele estice ale munților Bodoc.